# Automatic Volume Limiter
Automatic Volume Limiter (AVL), někdy také Automatic Volume Limiter System (AVLS) je regulátor hlasitosti, který omezuje maximální hladinu zvuku. Používá se v hudebních přehrávačích, například u MP3 přehrávačů, walkmanů, CD přehrávačů, ale i v dalších přístrojích, které reprodukují zvuk do sluchátek. Cílem tohoto systému je mimo jiné vyrovnat rozdíly hlasitosti z různých zdrojů zvuku nebo u TV vysílání, kde se občas vyskytují velké rozdíly v hlasitosti (například při spuštění reklam). Dále by měl tento systém zamezit případnému poškození sluchu velkou hlasitostí a umožnit posluchači, aby slyšel, co se děje v jeho okolí. Používáním AVLS je také možno zabránit tomu, aby lidé v okolí slyšeli zvuk ve sluchátcích.